# 다섯 손가락 (2012년 영화)
다섯 손가락은 한국에서 제작된 최영훈 감독의 2012년 드라마 영화이다. 채시라 등이 주연으로 출연하였다.

## 출연

### 주연
- 채시라
- 주지훈
- 지창욱
- 진세연

### 조연
- 조민기
- 나문희
- 전미선
- 정은우
- 전노민
- 차화연
- 장현성
- 정준하
- 전국환
- 임이지
- 윤혜경
- 한수진
- 이승형
- 오대규
- 송예주
- 강이석
- 김지훈
- 라미
- 노태엽
- 강찬양

## 제작진
- 무술감독: 양길영